# Coelogyne mossiae
Coelogyne mossiae é uma espécie de orquídea epífita, família Orchidaceae, originária dos montes Nilgiri e Palni, no sul da Índia.